# Мінібаєв Марат Михайлович
Марат Михайлович Мінібаєв (рос. Марат Михайлович Минибаев; нар. 15 серпня 1966) — радянський та російський футболіст, захисник.

## Життєпис
Вихованець челябінського футболу. Першою професіональною командою став місцевий «Локомотив». У 1984 році перейшов у ростовський СКА, який виступав на той час у вищій лізі. У чемпіонаті СРСР зіграв 25 матчів. У 1989 році після того, як СКА опустився в Другу лігу, пішов з команди. У 1990-1992 роках грав за «Дрогобич» та АПК. У 1992 році перейшов у ставропольське «Динамо», яке виступало на той час у вищому дивізіоні. 30 липня в матчі проти «Динамо-Газовика» дебютував у чемпіонаті Росії. 3 жовтня того ж року в матчі проти «Ротора» відзначився першим голом у вищій лізі. У 1993 році перейшов в інший клуб чемпіонату Росії — «Ростсільмаш». За перший сезон зіграв 14 матчів, після чого «Ростсыльмаш» понизився у класі. Всього в чемпіонаті Росії зіграв 35 матчів та відзначився 1 голом. Останнім професіональним клубом став тульський «Арсенал», за який він виступав у 1995 році. У 1996-1999 роках грав за аматорські команди.